# Профессор-Жамил
Профессор-Жамил (порт. Professor Jamil) — муниципалитет в Бразилии, входит в штат Гояс. Составная часть мезорегиона Юг штата Гойас. Входит в экономико-статистический микрорегион Мея-Понти. Население составляет 3830 человек на 2006 год. Занимает площадь 347,464 км². Плотность населения — 11,0 чел./км².

## Статистика
- Валовой внутренний продукт на 2003 год составляет 18 268 703,00 реалов (данные: Бразильский институт географии и статистики).
- Валовой внутренний продукт на душу населения на 2003 год составляет 5027,16 реалов (данные: Бразильский институт географии и статистики).
- Индекс развития человеческого потенциала на 2000 год составляет 0,736 (данные: Программа развития ООН).